# Jan Kristiansen
Jan Kristiansen (Ølgod, 4 agosto 1981) è un ex calciatore danese, di ruolo centrocampista.

## Palmarès

### Club
- Coppa di Germania: 1

Norimberga: 2006-2007
- 1. Division: 1

Esbjerg: 2000-2001

### Individuale
- Capocannoniere del campionato danese: 1

2002-2003 (18 reti)